# دانشگاه آزاد اسلامی واحد لاهیجان
دانشگاه آزاد اسلامی واحد لاهیجان بزرگ‌ترین واحد دانشگاهی استان گیلان پس از دانشگاه گیلان است که در فضایی بزرگ شامل چندین دانشکده بنا شده‌است. این دانشگاه، ۲۰ رشته در مقطع دکتری، ۶۰ رشته در مقطع کارشناسی ارشد، ۷۰ رشته کارشناسی و ۱۵ رشته کاردانی در گروه‌های فنی و مهندسی، علوم پایه، علوم انسانی و منابع طبیعی، کشاورزی و سیستم آموزش معلمان دارد.
دانشکده هنر شامل رشته‌های گرافیک، عکاسی، نقاشی، هنرهای تجسمی و موسیقی را در بر می‌گیرد. دانشکده پزشکی و علوم آزمایشگاهی رشته‌های پرستاری، مامایی، آزمایشگاه و میکروبیولوژی را شامل می‌شود. دانشکده فنی مهندسی، علوم انسانی و علوم پایه از دیگر دانشکده‌های دانشگاه آزاد لاهیجان هستند که هر یک ساختمان و امکانات اختصاصی خود را دارند.
این دانشگاه خوابگاهی دارد که روبه‌روی مجتمع بنا شده‌است.
طبق آخرین آمار ارائه‌شده از آغاز به کار تا کنون تعداد ۱۶۰۰۰ دانشجوی پسر و دختر از این دانشگاه در رشته‌های مختلف دانش‌آموخته شده‌اند. تعداد دانشجویان کنونی این دانشگاه ۱۸۰ نفر در مقطع کارشناسی ارشد، ۶۱۷۴ نفر در مقطع کارشناسی، ۵۸۱ نفر در مقطع کارشناسی ناپیوسته و ۲۰۷۴ نفر در مقطع کاردانی بوده‌است.
این دانشگاه در دی ماه سال ۹۰ عنوان واحد برتر دانشجویی منطقه ۱۷ را کسب کرد.

## تاریخچه
دانشگاه آزاد اسلامی واحد لاهیجان در مهر ماه سال ۱۳۶۷ آغاز به کار نمود. فکر اولیه تأسیس این دانشگاه، از چند نفر از استادان دانشکده علوم دانشگاه تهران از جمله آقای میرمظفر معصومی بود که به عنوان اولین رئیس دانشگاه نیز منصوب گردید. به دلیل سابقه مرکزیت لاهیجان این مؤسسه نوبنیاد خدمات‌رسانی علوم منطقه شرق گیلان را عهده‌دار شد و به همین منظور در آغاز فعالیت آموزشی، برنامه آن به صورت تمام‌وقت تدوین گردید.
فعالیت این واحد دانشگاهی که در ابتدا «دانشگاه آزاد اسلامی واحد شرق گیلان» نام‌گذاری شده بود، با جذب ۵۲۵ نفر دانشجو در رشته‌های کارشناسی ریاضی کاربردی، مهندسی منابع طبیعی (شیلات)، زیست‌شناسی (میکروبیولوژی)، کاردانی ریاضی، علوم تجربی و آموزش ابتدایی آغاز شد.
مرکز این واحد که بعدها به «دانشگاه آزاد اسلامی- واحد لاهیجان» تغییر نام یافت، شهرستان لاهیجان و دارای یک مجتمع آموزشی است که سازمان‌های آموزشی و اداری بیش‌ترین رشته‌ها را در بر می‌گیرد و علاوه بر آن دارای ساختمان دیگری در شهرستان آستانه اشرفیه است که در آن بیش از ۳۶ رشته تحصیلی وجود دارد که در مقاطع کارشناسی تمام‌وقت و پاره‌وقت، کارشناسی پیوسته و ناپیوسته، کاردانی پیوسته و ناپیوسته دانشجو می‌پذیرد. در سال ۱۳۸۲ مرکز آموزشی رودسر و املش نیز زیر نظر این واحد، در شهرستان رودسر گشایش یافته و در رشته کاردانی نرم‌افزار و الکترونیک ۱۰۹ دانشجو پذیرفته‌است و تأسیسات آن نیز در حال گسترش است.

## مجتمع‌ها
- دانشکده هوش مصنوعی (با نام پیشین: فنی و مهندسی – تأسیس ۱۳۷۶)
- دانشکده علوم پایه (تأسیس ۱۳۷۷)
- مجتمع هنر
- مجتمع معارف
- دانشکده منابع طبیعی و کشاورزی (تأسیس ۱۳۷۷)
- دانشکده علوم انسانی (تأسیس ۱۳۸۲)
- دانشکده آموزش معلمان (تأسیس ۱۳۷۷)
- مرکز تحقیقات شیلات (واقع در چمخاله)
- مرکز تحقیقات بافت‌های تاریخی

## معاونت‌ها
- معاونت پژوهش و فناوری - دکتر راهب غلامی (دکتری تخصصی مهندسی مکانیک-طراحی کاربردی)
- معاونت آموزشی مهارتی - دکتر علیرضا یعقوب نیا (دکتری تخصصی ریاضی کاربردی - آنالیز عددی)
- معاونت سما - دکتر مهدی هاتف (تحصیلات در دسترس نیست)
- معاونت توسعه و مدیریت منابع - دکتر منوچهر مرتضوی (دکتری زمین‌شناسی مهندسی- ژئوتکنیک)
- معاونت علمی - دکتر حسین خارا (دکتری تخصصی شیلات)
- معاونت دانشجویی و فرهنگی - دکتر کمیل کریمی مریدانی (دکتری عمران)

## دانشکده‌ها
- دانشکده هوش مصنوعی (با نام پیشین: فنی و مهندسی)
- علوم پایه
- هنر
- منابع طبیعی
- علوم ریاضی
- کشاورزی
- علوم انسانی
- علوم آزمایشگاهی
- معارف
- مهارت و کار آفرینی
- علوم پزشکی (دانشکده پرستاری و مامایی)

## رؤسای دانشگاه
- میرمظفر معصومی (۱۳۷۶–۱۳۶۸)
- غلامعلی پیراسته (۱۳۷۶–۱۳۸۰)
- رضا رشیدی حقی (۱۳۸۰–۱۳۸۵)
- سیدحجت مهدوی سعیدی (۱۳۸۸–۱۳۸۵)
- بهروز دانشیان (۱۳۸۸–۱۳۹۱)
- قاسم فرج پور خاناپشتانی (۱۳۹۱–۱۳۹۲)
- علیرضا امیرتیموری (۱۳۹۲–۱۳۹۳)
- سهراب کردرستمی (۱۳۹۳–۱۳۹۶)
- سیروس بیدریغ (۱۳۹۶ تا ۱۳۹۹)
- مجید عاشوری (۱۳۹۹ تا ۱۴۰۲)
- سهیل شکری (۱۴۰۲ تا کنون)

## دانش آموختگان برجسته
- پژمان بازغی
- نیما اکبرپور